# Gustav Sjöberg
Gustav Sjöberg (23 de março de 1913 - 3 de outubro de 2003) foi um futebolista e treinador de futebol sueco. Ele competiu na Copa do Mundo FIFA de 1938, sediada na França, na qual a seleção de seu país terminou na quarta colocação.
Sjoberg atuou toda sua carreira pelo AIK Fotboll de 1929 até 1950, sendo um ídolo no clube pela seus anos de dedicação.